# Andreas Wisniewski
Andreas Wisniewski est un acteur de cinéma et un danseur classique allemand né le 3 juillet 1959 à Berlin. 
Il est surtout connu pour son rôle de l'assassin Necros dans le James Bond de 1987 Tuer n'est pas jouer, face à Timothy Dalton. On le connaît également pour son rôle du mercenaire et homme de main Tony dans le film Piège de cristal. Il a également fait plusieurs apparitions dans la série cinématographique Mission impossible ainsi que dans le clip vidéo Nikita d'Elton John où il tenait le rôle d'un douanier soviétique, collègue de Nikita.

## Filmographie sélective
- 1987 : Tuer n'est pas jouer : Necros
- 1988 : Piège de cristal : Tony Vreski
- 1995 : Death Machine : Weyland
- 1996 : Mission Impossible : le garde du corps de Max
- 2009 : Huch : The Tarman
- 2011 : Mission Impossible : Protocole fantôme : le contact de The Fog
- 2011 : Urban Explorer d'Andy Fetscher : un néo-nazi